# Yoritsugu Kujō
Yoritsugu Kujō (jap. 九条頼嗣 Kujō Yoritsugu; ur. 17 grudnia 1239, zm. 14 października 1256) – dziesiąty siogun w historii Japonii i piąty siogun siogunatu Kamakura. Jego ojciec, Yoritsune Kujō, był poprzednim siogunem.

## Życie
Yoritsugu otrzymał tytuł sioguna sześć lat po abdykacji swojego ojca. Zmuszony przez kontrakt z klanem Hōjō, jeszcze jako dziecko, został wydany za siostrę Tsunetokiego Hōjō.
Nie był w stanie korzystać ze swojego stanowiska, zarówno z powodu wieku, jak i wpływu klanu Hōjō na politykę państwa.
Pod koniec 1251 wyszedł na jaw kolejny spisek przeciw bakufu, zaplanowany przez Yoritsune. Z tego powodu Tokiyori Hōjō obalił Yoritsugu i zastąpił go księciem Munetaką, synem cesarza Go-Saga.
Yoritsugu Kujō jest znany także jako Yoritsugu Fujiwara ponieważ był członkiem wielkiego klanu Fujiwara.

## Wydarzenia z okresubakufuYoritsugu
- 1244 – wiosną, wiele dziwnych znaków pojawiło się na niebie, powodując zmartwienie Yoritsune[1].
- 1244 – syn Yoritsune, Yoritsugu, przeszedł ceremonię dojrzałości w wieku 6 lat. W tym samym miesiącu, Yoritsune zwrócił się do cesarza Go-Saga o przekazanie tytułu sioguna w ręce swego syna, Yoritsugu Kujō.[1]
- 1245 – Yoshitsune został mnichem buddyjskim[1].
- 1246 – syn Yoritsune, teraz siogun Yoritsugu (ma zaledwie 7 lat) żeni się z siostrą Tsunetokiego Hōjō (która ma 16 lat)[1].
- 1 września 1256 – Yoritsune Kujō, znany też jako Yoritsune Fujiwara, umiera w wieku 39 lat.[2]
- 14 października 1256 – Yoritsugu Kujō, znany też jako Yoritsugu Fujiwara, umiera w wieku 18 lat.[2]

## ErybakufuYoritsugu
- Kangen (1243–1247)
- Hōji (1247–1249)
- Kenchō (1249–1257)